# Мустафа Доваџија
Мустафа Доваџија (Сарајево, 8. октобар 1921 — околина Сарајева, почетак маја 1942), учесник Народноослободилачке борбе и народни херој Југославије.

## Биографија
Рођен је 8. октобра 1921. године у Сарајеву. До Другог светског рата радио је као бравар у железничкој радионици у Сарајеву. Године 1938, прикључио се сарајевском радничком покрету. Године 1940, постао је члан Савеза комунистичке омладине Југославије (СКОЈ), а 1941. члан Комунистичке партије Југославије (КПЈ).
У почетку оружаног устанка, био је курир Покрајинског комитета КПЈ за Босну и Херцеговину. Одржавао је везу између илегалне партијске организације у Сарајеву и Покрајинског комитета на слободној територији. Више је пута као курир одлазио до Ужица у седиште Врховног штаба НОВЈ. Боравећи с времена на време на слободној територији на Романији, учествовао је у више борби.
Иако је његова кућа у Сарајеву била под полицијском паском, успео је да потајно монтира радио-станицу у подруму. Илегалци су у почетку у његовом подруму увежбавали руковање оружјем. Једном је Мустафину кућу опколило осам усташких агената, али је он успео да се пробије, тешко ранивши једног агента. Једном приликом је у самом центру града усред дана ушао у Дирекцију железница и пиштољем присилио службеника да му преда шапирограф са матрицама, који је био потребан илегалцима, а затим се мирно удаљио.
Због његове илегалне активности, полиција је појачала потрагу за Мустафом. Почетком маја 1942, док је ишао из Сарајева према ослобођеној територији како би поднео извештај о стању партијске организације у граду, Мустафу су ухватили четници. Након мучења и испитивања, убили су га.
После ослобођења, његови посмртни остаци су сахрањени у Гробници народних хероја у спомен-парку Враца, на планини Требевићу, код Сарајева.
Указом Президијума Народне скупштине Федеративне Народне Републике Југославије, 5. јула 1951. године, проглашен је за народног хероја.